# Пожарная часть (Московский проспект)
Заставная пожарная часть у Московских ворот — памятник архитектуры. Расположен в Санкт-Петербурге, современный адрес дома — Московский проспект, 116.
В XIX — начале XX веков Заставская пожарная часть находилась около Московских ворот в старом здании кордегардий. В 1925 году на ранее не застроенном участке стали строить новое здание, открытие провели 7 сентября 1926 года. Здание стало первым зданием пожарной части, построенным после революции, и первым — рассчитанным на пожарные машины, а не на конные повозки. Автор — Д. П. Бурышкин.
Фасад украшен рельефом, изображающим пожарную каску, и дату «1925». На 1970-е годы надпись «Заставская пожарная часть» и завершение башни были утрачены, на 2010-е годы надпись была восстановлена. Стиль здания — характерный для Ленинграда 1920-х годов переход между неоклассицизмом и авангардом. Основная часть здания завершена треугольным фронтоном.
Столбы между воротами облицованы натуральным камнем, часть здания — башня высотой 25,5 метров, в ней находится камера-сушилка для шлангов.